# Santiago Fosgt
Santiago Fosgt, vollständiger Name Santiago Exequiel Fosgt, (* 27. März 1986 in Paraná oder 17. März 1986 in Buenos Aires) ist ein argentinischer Fußballspieler.

## Karriere
Der 1,97 Meter große Defensivakteur Fosgt gehörte zu Beginn seiner Karriere von 2004 bis 2005 der Mannschaft von Patronato Paraná an. Ab der Apertura 2006 bis in die Clausura 2008 war er Teil des Profikaders des uruguayischen Vereins Juventud. In der Saison 2008/09 folgte ein Engagement beim Danubio FC. Von der Apertura 2009 bis Juli 2011 war er Spieler des Centro Atlético Fénix. In den Erstligaspielzeiten 2009/10 und 2010/11 lief er dort 24- bzw. 18-mal in der Primera División auf und erzielte fünf bzw. drei Treffer. Sodann schloss er sich dem argentinischen Klub CA Colón an, für den er in den beiden Folgesaisons allerdings nur drei Erstligaspiele und eine Begegnung in der Copa Argentina absolvierte. Ein Tor gelang ihm bei dieser Station nicht. Von Juli 2013 bis Juli 2014 stand er erneut in den Reihen von Patronato Paraná in der Primera B Nacional. Nach fünf Einsätzen in der Liga und einem im nationalen Pokalwettbewerb, kehrte er zur Apertura 2014 nach Uruguay zurück und band sich an El Tanque Sisley. In der Saison 2014/15 wurde er 23-mal (kein Tor) in der höchsten uruguayischen Spielklasse eingesetzt. Anfang Juli 2015 wechselte er zu Atlético Venezuela. Dort lief er bislang (Stand: 8. Januar 2017) 21-mal (ein Tor) in der venezolanischen Primera División und zweimal (kein Tor) in der Copa Venezuela auf. Anfang Januar 2017 kehrte er zu El Tanque Sisley zurück.